# Poděbrady
Poděbrady (německy Podiebrad) jsou lázeňské město v okrese Nymburk ve Středočeském kraji. Město se nachází v Polabské nížině na řece Labi, necelých padesát kilometrů východně od Prahy u dálnice D11. Leží v nadmořské výšce 184–190 metrů. Žije zde přibližně 15 tisíc obyvatel. Výměra katastru města je 33,70 km².
V místě dnešního města bylo nalezeno osídlení už z doby mladého paleolitu. Král Přemysl Otakar II. zde v letech 1262–1268 zbudoval kamenný hrad, postupně přebudovaný v dnešní poděbradský zámek. K velkému rozkvětu poděbradského panství došlo za pánů z Kunštátu. Nejznámější představitel tohoto rodu byl český král Jiří z Poděbrad. Jeho synové Poděbrady roku 1472 povýšili na město. V letech 1495–1839 bylo poděbradské panství spravováno královskou komorou, poté ho koupil vídeňský bankéř Jiří Sina. V roce 1905 byl na nádvoří zámku navrtán minerální pramen a v následujících desetiletích se z města staly známé lázně, specializované zejména na léčbu nemocí srdce a oběhového ústrojí.
Zdejší městská památková zóna, vyhlášená v roce 1992, chrání jak historické jádro města, tak i přilehlou lázeňskou čtvrť. Poděbrady jsou známy návštěvníkům především jako klidné lázeňské město s mnoha památkami.

## Název
Slovo Poděbrady je složeno ze dvou částí, podieti, znamenající ztratit, a brada, v tomto případě znamenající plnovous. Město Poděbrady tedy přišlo ke svému jménu tím, že v něm žili muži, kteří se holili, což ve středověku nebylo obvyklé. Podobným způsobem byly utvařeny názvy obcí Podělusy, Poděvousy a Paďousy a zaniklého hradu Poděhusy.

## Historie

### Archeologické nálezy
| Místo           | Typ lokality                                         |
| --------------- | ---------------------------------------------------- |
| Na Vinici       | sídliště z mladší doby kamenné                       |
| Na Vinici       | nálezy z doby římské a hradištní, slovanské hradiště |
| Areál LD Mír    | naleziště z doby hradištní                           |
| Žižkov          | sídliště a pohřebiště z doby bronzové                |
| Bažantnice      | pohřebiště z doby bronzové                           |
| Sanspareil      | pohřebiště z doby bronzové                           |
| U radiostanice  | slovanské a středověké sídliště                      |
| Kluk u hřbitova | pohřebiště z doby bronzové                           |

Příhodná poloha dnešního města na návrší nad řekou byla využívána už zemědělci v mladém paleolitu. Významné bylo i osídlení doby bronzové, sídelní a hrobové nálezy patří kulturám mohylové a lužické. V prostoru dnešní Husovy ulice byly nalezeny pozůstatky osídlení z konce starší doby železné. Významné jsou i části sídel a vrstvy z doby laténské a především pozůstatky rozsáhlého sídliště ze starší i mladší doby římské, nalezené na dnešním Jiřího náměstí. Došlo také k četným nálezům římských mincí.

### Středověk

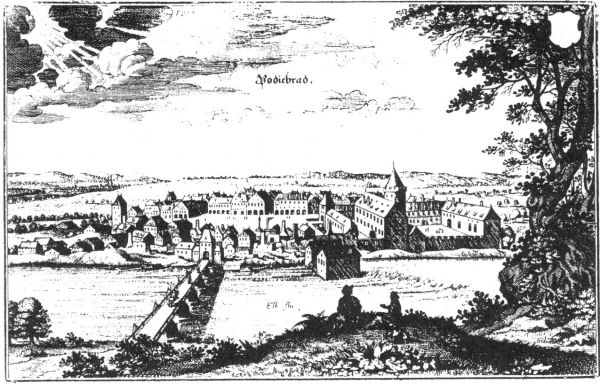
Nejstarší vyobrazení Poděbrad je na této vedutě švýcarského rytce Matthäuse Meriana z roku 1650. Ta obsahuje některé nepřesnosti – například na jižní straně zámku nebyla holá zeď, nýbrž stavba a taktéž kopcovité okolí města a návrší v popředí je smyšlené.

V místě dnešních Poděbrad vedla v raném středověku důležitá obchodní trasa, tzv. „Kladská cesta“, která měla vliv na zdejší osídlení. V okolí dnešního města pak bylo několik dalších významných sídel, například hrad Oldříš, Sadská či slavníkovská Libice. Kladská cesta, vedoucí od Prahy a Sadské směrem k Hradci Králové a pokračující až do Slezska a dnešního Polska, zdejším brodem (v prostoru mezi dnešní ulicí Na Vinici a mostem) překračovala řeku Labe. Poblíž tohoto brodu stávalo hradiště. Další raně středověké slovanské osídlení se pak nacházelo přibližně 2 km jihovýchodně od dnešního centra, v místě dnešní radiostanice. Název města je dnes spojován s polohou dřívějšího osídlení „pode brody“, není ale známo, ke kterému konkrétnímu sídlu se vztahovalo.
Někdy na přelomu 12. a 13. století vzniklo nové šlechtické sídlo Poděbrady, o kterém je první písemná zmínka z roku 1223 a je zde zmiňován Hroznata z Poděbrad. Po smrti Hroznatova syna Viléma z Poděbrad roku 1262 sídlo získal jako odúmrť český král Přemysl Otakar II. a v letech 1262–1268 nechal na opukovém návrší nad řekou postavit kamenný vodní hrad – dnešní Zámek Poděbrady. Původní osada poté postupně zanikla, protože lidé přesídlili do blízkosti hradu. V Otakarově době byl při původním vchodu do hradu na jeho východní straně vystavěn gotický kostel Povýšení svatého Kříže a právě v jeho okolí vznikla nová ves, písemně poprvé jmenovaná roku 1345. Přemysl Otakar II. i jeho syn Václav II. si Poděbrady oblíbili a často zde pobývali.

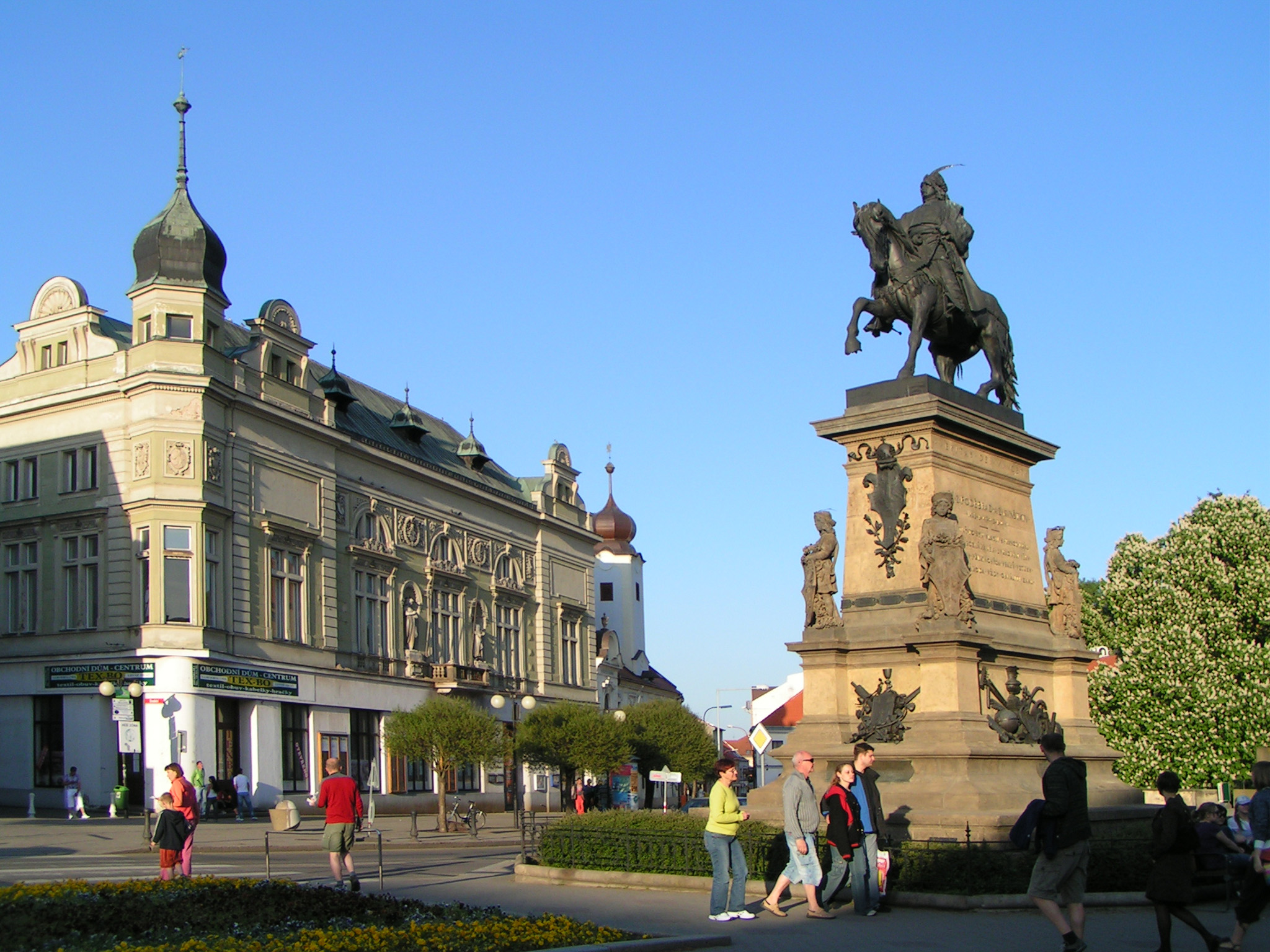
Pomník Jiřího z Poděbrad na náměstí v Poděbradech. Vlevo je budova občanské Záložny

Za krále Jana Lucemburského panství ztratilo na svém významu a bylo několikrát zastaveno, z toho naposledy Hynku z Lichtenburka, který ho získal v manství. Po jeho smrti ho získala Hynkova dcera Eliška, manželka Bočka z Kunštátu. Největšího rozkvětu dosáhlo panství právě za pánů z Kunštátu a Poděbrad, kteří tu vládli v letech 1347–1495. Například přebudovali hrad (ten pak odolal třem obléháním v letech 1402, 1420 a 1426) a na jeho západní straně založili nové městečko s velkým náměstím, které zůstalo centrem Poděbrad dodnes. Městečko společně s hradem chránilo nově zbudované opevnění se třemi branami, které ale nezahrnovalo Nymburské a Kostelní předměstí – kostel se tak ocitl mimo opevnění. Nechali také vybudovat Sánský kanál a základ poděbradské rybniční soustavy (až do 18. století zde byla jedna z nejvýznamnějších rybníkářských oblastí). Založili také řadu vesnic a dvorů – dnešní okolní Lhoty, Zboží a Nové Vsi. Z tohoto rodu pocházel i slavný „husitský král“ Jiří z Poděbrad, jenž byl korunován v roce 1458. Král Jiří z poděbradského panství postupně vybudoval druhé největší dominium v zemi, hned za Rožmberky. Jiřího synové Poděbrady roku 1472 povýšili na město a udělili jim četná práva a městský znak. Po smrti krále Jiřího spravoval panství jeho syn Hynek z Poděbrad, který o něj byl roku 1495[zdroj⁠?!] podvodně připraven ve prospěch Vladislava Jagellonského.
V srpnu 1496 bylo v místě na Zámostí, u tzv. Poděbradského dubu, z nařízení hejtmana poděbradského hradu Oňka Kamenického z Topic popraveno 10 ze 13 vůdců povstání kutnohorských havířů. Jelikož dle tehdejších zákonů nebylo možné jich na místě popravit více, byli poslední tři havíři odvezeni k popravě na Křivoklát.

### V majetku královské komory

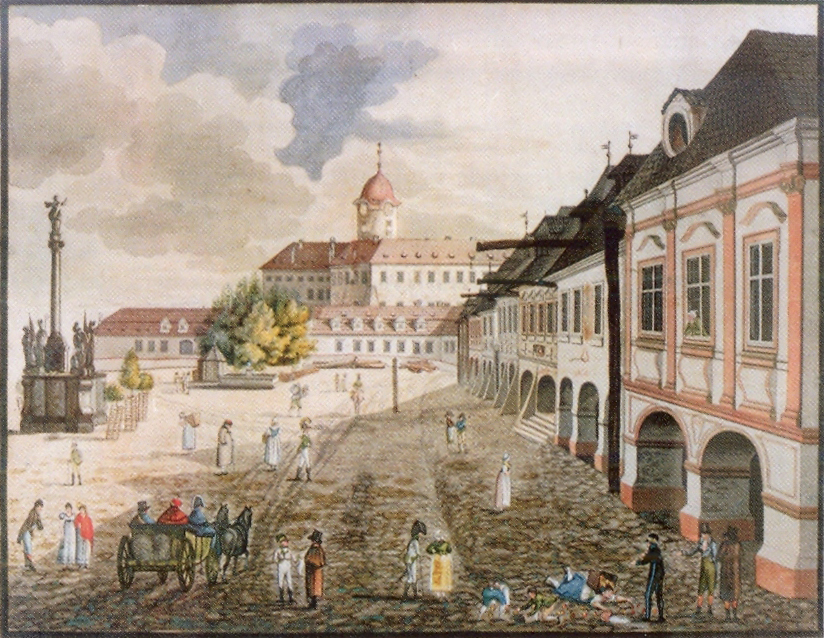
Jižní strana poděbradského náměstí se zámkem v pozadí koncem 18. století. Zámek je již barokně přestavěn

V letech 1495–1839 bylo poděbradské panství spravováno královskou komorou (s výjimkou období, kdy bylo panství zastaveno). Pro Ferdinanda I. Habsburského se poděbradské panství stalo oblíbeným loveckým revírem a jeho přízeň mu přinesla novou prosperitu. Proto zde také roku 1538 založil oboru pro chov daňků, bažantnici a zdejší hrad nechal přestavět za vedení italských stavitelů na renesanční zámek (přestavba probíhala v letech 1548–1582 a byla dokončena až za Rudolfa II.).
Podobně jako pro mnoho dalších měst, utrpěly Poděbrady značné škody za třicetileté války. Město bylo vypleněno už několik dní po bitvě na Bílé hoře, několikrát ho obsadila švédská a saská vojska, ovšem velkou zátěží pro jeho obyvatele byl i pobyt vojsk císařských. V této době byla zničena většina dosavadních písemností o historii města. Navíc velký požár z roku 1681 město kompletně zničil, včetně obou předměstí (zámek nevyhořel), přičemž nové domy už byly stavěny z kamene a cihel (ničivých požárů však bylo v historii města více – například v letech 1453 a 1832). Až do poloviny 18. století pak město, zejména vinou ohromného zatížení daněmi a úpadku obchodu a řemesel, stagnovalo a dostávalo postupně zemědělský charakter, který si udrželo až do poloviny 19. století.
O zámek projevila zájem císařovna Marie Terezie, která ho nechala v letech 1754–1756 barokně přestavět a několikrát zde i pobývala.

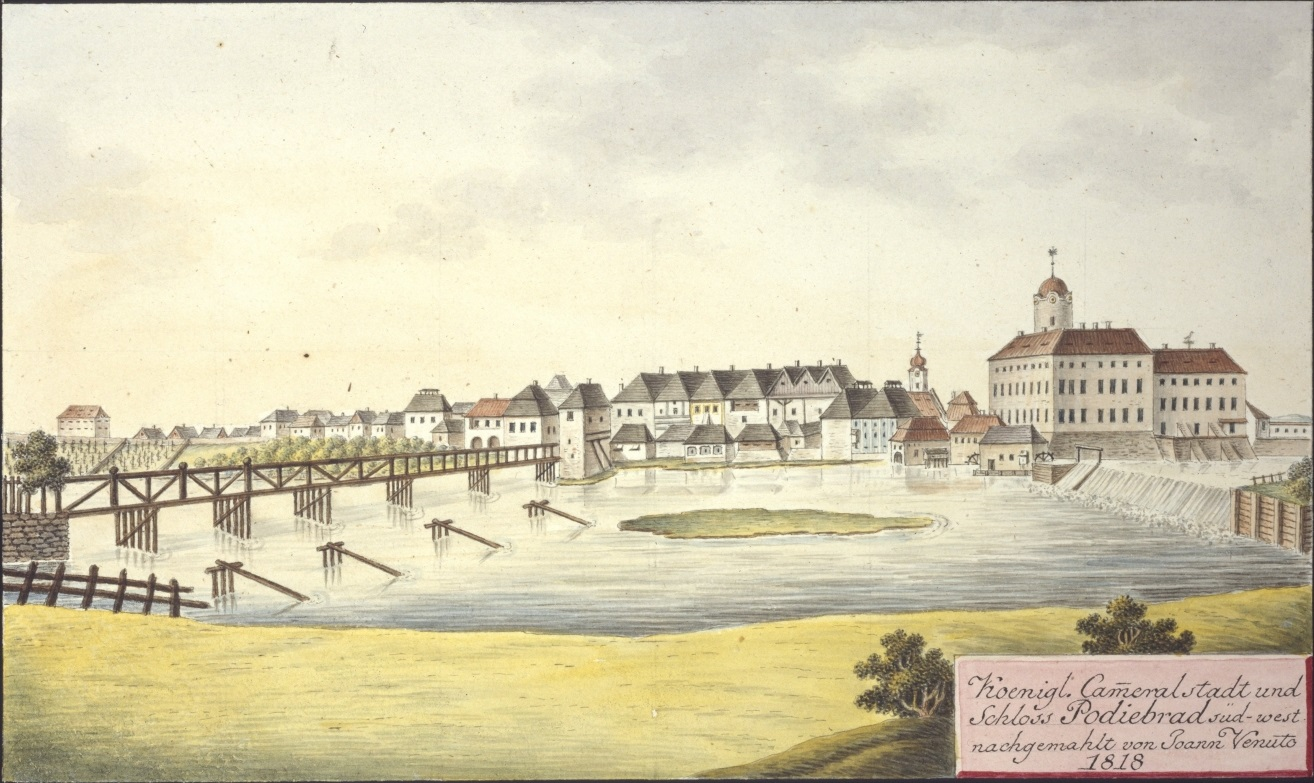
Zámek a město Poděbrady, kresba Johanna Venuta z roku 1818

Počátkem 19. století se město stalo důležitou křižovatkou císařských silnic. V roce 1812 se začalo v Poděbradech s pravidelným sbíráním dopisů pro dopravu poštou. Poštovní úřad v Poděbradech vznikl však až v letech 1832–1833. Telegraf byl zavedena po roce 1850. První místní telefony byly instalovány v roce 1900 a o dva roky později i linky meziměstské.

### Poslední vlastníci panství

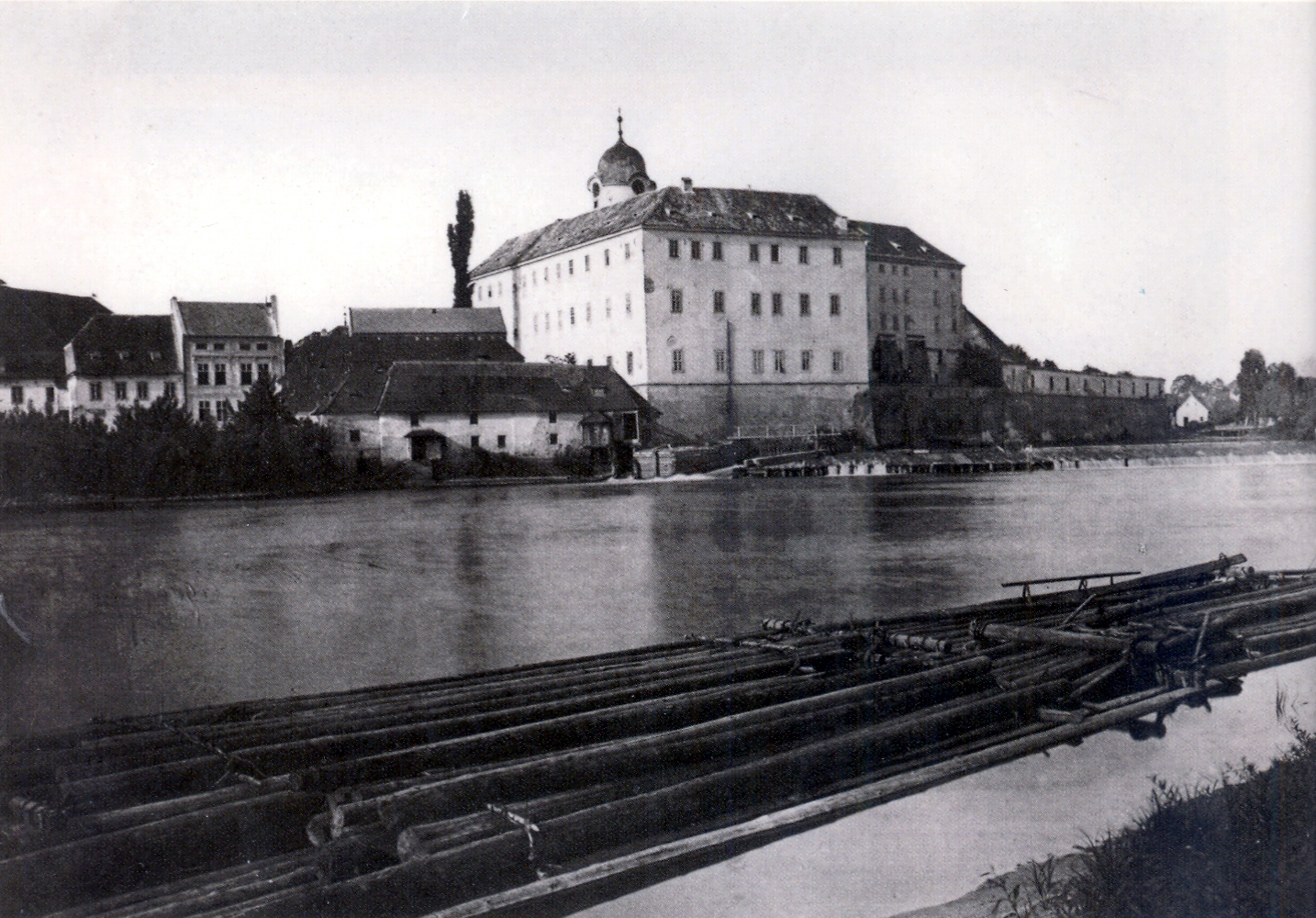
Nejstarší známá fotografie poděbradského zámku, pořízená přibližně v roce 1865

V roce 1839 koupil poděbradské panství vídeňský bankéř baron Jiří Sina. Natrvalo se zde usídlila až jeho vnučka Charicléa Ypsilanti s chotěm bavorským knížetem Arnoštem Filipem Hohenlohe z Schillingfürstu, kteří byli posledními vlastníky panství (vlastnili ho v letech 1885–1912). Ve druhé polovině 19. století byla přes město postavena železnice a vzniklo tu i několik průmyslových podniků (městu však i nadále dominovalo zemědělství). Počet obyvatel rostl a přibývaly i nové čtvrti.
Důležitým mezníkem v historii města byl zejména objev uhličité minerální vody, zvané Poděbradka, při vrtání studny na nádvoří zámku v roce 1905. Místo vrtání s pomocí proutku nalezl německý hrabě Karel Bülow z Bothkampu. Z hloubky 96,7 metru pak vytryskl silný pramen kalné železité vody, označovaný dnes jako Bülowův pramen.

### Poděbrady po objevení pramenů minerálky

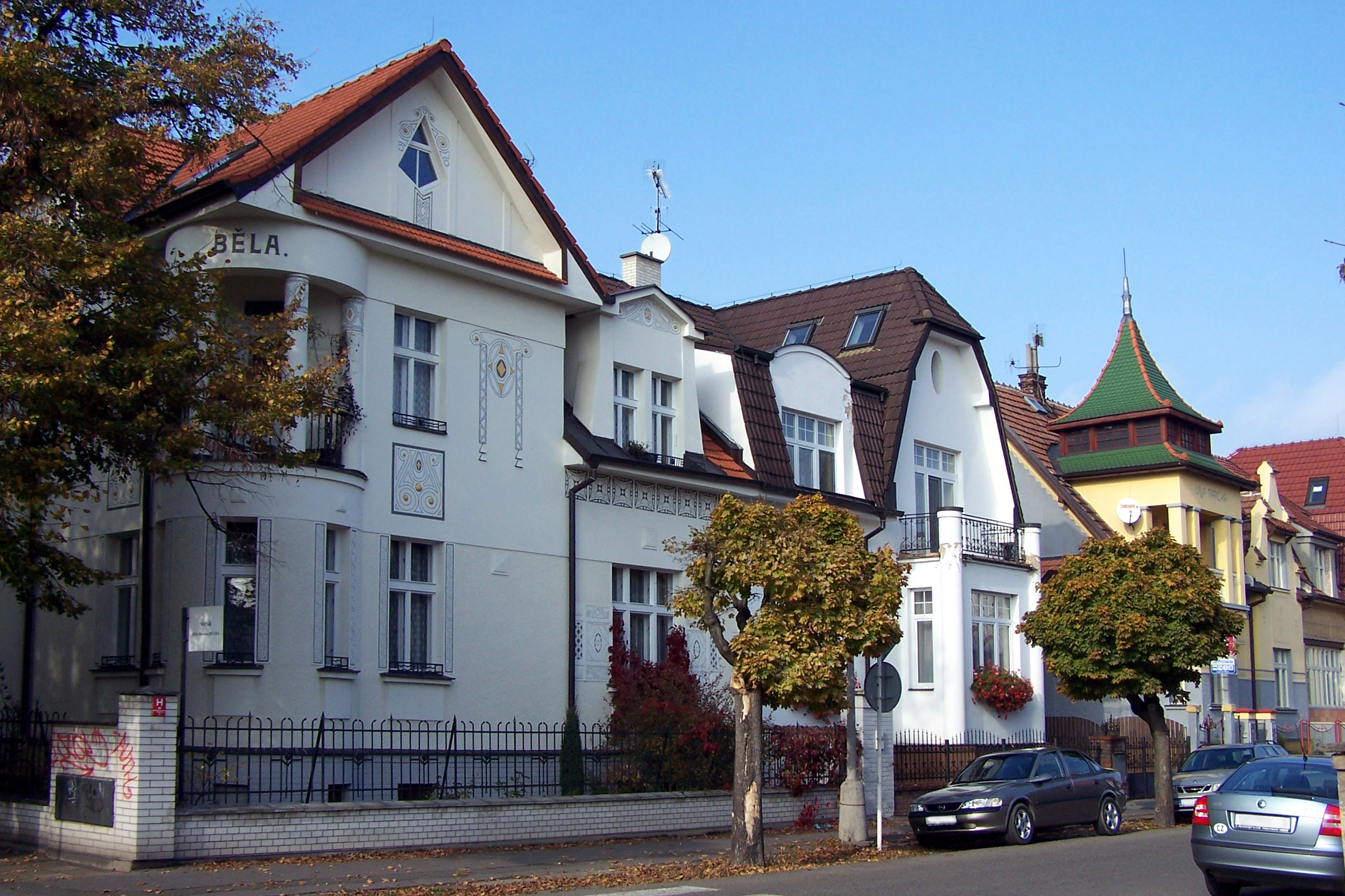
Secesní vily ve Studentské ulici jsou ukázkou nových čtvrtí, založených po objevení pramenů minerálky

Objevení minerálních vod město změnilo k nepoznání. V roce 1907 už byly vyvrtány tři veřejné prameny (Bülowův, Hohenlohe a Charicléa) a v roce 1908 byly založeny poděbradské lázně, které měly velký vliv na další rozvoj města.
Už 5. června 1908 vysvětil královéhradecký biskup Doubrava budovu Knížecích lázní, založených knížetem Hohenlohe. V červnu 1910 Knížecí lázně odkoupilo město a dalo navrtat další prameny, takže počátkem dvacátých let tu bylo 12 zřídel a v roce 1930 již 16. Nový ráz města určil zejména architekt a urbanista František Janda, který před válkou vytvořil koncepci rozvoje lázeňského středu v tehdejším secesním slohu. V roce 1919 lázně od města převzala nově vzniklá akciová společnost.
Za první republiky se Poděbrady změnily ve významné lázně, které se zásluhou pražského kardiologa profesora dr. Václava Libenského, specializovaly na léčbu nemocí srdce a oběhového ústrojí. František Janda v roce 1924 vypracoval urbanistický plán dalšího rozvoje Poděbrad, jejichž lázeňský střed se rozšířil až k železnici (dříve zhruba jeden kilometr od centra) a založil lázeňský park. Ve městě vznikla řada veřejných budov a počet jeho obyvatel se od počátku století zdvojnásobil.

### Rok 1932

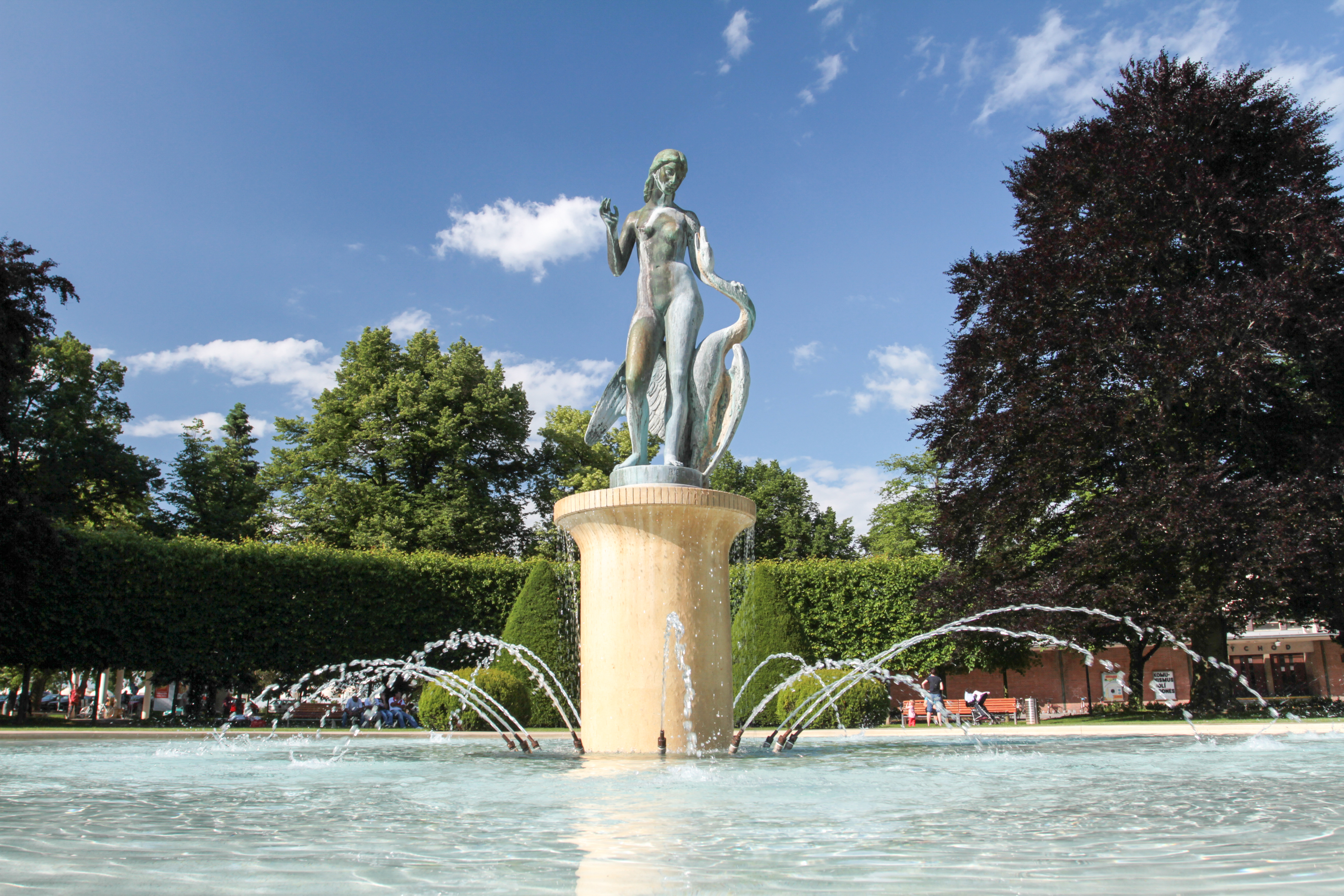
Socha Lédy s labutí v lázeňském parku

Ve městě Poděbrady (přísl. Malé Zboží, 7236 obyvatel) byly v roce 1932 evidovány tyto živnosti a obchody:
- Instituce: okresní úřad, okresní soud, berní správa, berní úřad, důchodkový kontrolní úřad, cejchovní úřad, katastrální zeměměřičský úřad, okresní četnické velitelství, poštovní úřad, telefonní úřad, telegrafní úřad, státní radiotelegrafická stanice, lázně se 14 léčivými prameny, 2 katol. kostely, evang. kostel, synagoga, vyšší hospodářská škola, Ukrajinská hospodářská akademie, divadlo, muzeum, Paroubkův ústav chudých, okresní nemocnice, Masarykova liga proti tuberkulose, sbor dobrovolných hasičů.
- Živnosti a průmysl: obchodní grémium, okresní jednota společenstev, společenstva kovy zpracujících, obuvníků a kůže zpracujících, oděvních, potravních a smíšených živností, společenstvo holičů, hostinských a výčepníků, kovářů, mlynářů, pekařů, řezníků, různých živností a kolářů, továrna na vápenopískové cihly, továrna na dlažební špalíky, továrna na rostlinné oleje, pivovar, sklárna, cukrovar, jatky, elektrárna.
- Služby (výběr): 18 lékařů, 2 zubní lékaři, 3 zvěrolékaři, 5 advokátů, notář, Česká banka expozitura Poděbrady, biograf Sokol, časopis Obchodní Rozhled, fotoateliér, 3 geometři, hotely (Grandhotel Urazil, Bylina, Lázeňský, Na Račanech, Občanská záložna, Praha, Paříž), 2 kavárny, lázně léčivé, léčebný ústav, 2 lékárny, 12 pensionů, 7 restaurací (Buřil, Lázeňska, Nádražní, U Bílé růže, U Orla, Sala Terrena, Na staré poště), Občanská záložna v Poděbradech, Okresní záložna hospodářská, Spořitelna městská v Poděbradech, Živnostensko-obchodnická záložna, 5 vináren, 2 zubní ateliéry.

V obci Kluk (410 obyvatel, samostatná obec se později stala součástí Poděbrad) byly v roce 1932 evidovány tyto živnosti a obchody: autodílna bratří Staňkové, výroba cementového zboží, 2 hostince, kovář, 10 rolníků, 2 obchody smíšeným zbožím, trafika, truhlář, 5 zahradníků, zámečník.
Ve vsi Přední Lhota (512 obyvatel, samostatná ves se později stala součástí Poděbrad) byly v roce 1932 evidovány tyto živnosti a obchody: autodílna, obchod dobytkem, hospodářské strojní družstvo, 2 hostince, kolář, kovář, obuvník, rolník, 2 řezníci, 3 obchody smíšeným zbožím, soustružník, trafika, truhlář, zahradník, obchod zvěřinou a drůbeží.
V obci Velké Zboží (520 obyvatel, samostatná obec se později stala součástí Poděbrad) byly v roce 1932 evidovány tyto živnosti a obchody: 3 hostince, kolář, konsum, krejčí, obuvník, sedlář, obchod smíšeným zbožím, švadlena, 2 trafiky, zahradník.

## Přírodní poměry

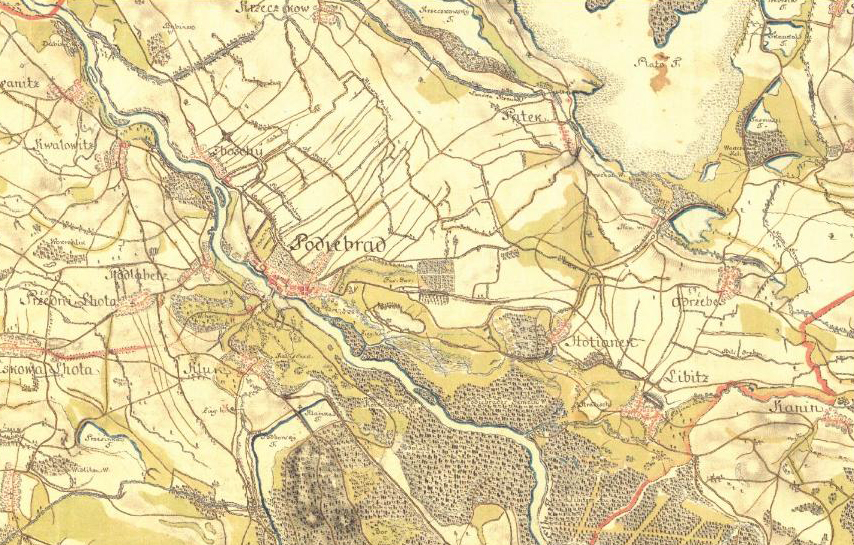
Poděbrady a jejich širší okolí na mapě z druhé poloviny 18. století. V pravém horním rohu je zaniklý obří rybník Blato

Město leží v rovinaté krajině polabské nížiny, která je málo zalesněná a intenzivně zemědělsky užívaná. Město se rozkládá na obou březích řeky Labe a to v nadmořské výšce 184–190 metrů V okolí města se nachází pouze jediný kopec převyšující hranici 200 metrů a to zhruba sedm kilometrů východně vzdálený Oškobrh (287 metrů). Za zdymadlem se nachází slepé rameno Labe zvané Skupice (pozůstatek toku Labe před regulací) a dále směrem na Libici nad Cidlinou je národní přírodní rezervace Libický luh, jež je pozůstatkem lužních lesů, které byly v minulosti v celé oblasti. Větší lesní celky se nacházejí právě především mezi Libicí nad Cidlinou a Velkým Osekem. Menší lesy pak leží především podél řeky Labe, například les Bor, nacházející se jižně od města.
Polabí má poměrně teplé podnebí. Průměrná roční teplota je zde 9 °C. Jaro začíná poměrně brzy (obvykle v polovině dubna) a zima nastupuje později. Nejstudenější bývá měsíc leden, kdy jsou časté mrazy a inverzní mlha. Trvalejší sněhová pokrývka není obvyklá. Průměrný roční úhrn srážek je nízký.
V okolí Poděbrad se nachází tyto národní přírodní rezervace a přírodní památky: NPR Libický luh, NPR Žehuňská obora a Žehuňský rybník, PP Písečný přesyp u Osečka, PP Báň, PP Vinný vrch.

## Obyvatelstvo

### Počet obyvatel
Při sčítání obyvatel v roce 1869 měly Poděbrady 4976 obyvatel. Na přelomu století tento počet narostl na 6738, po druhé světové válce se dále zvýšil na 12 414 obyvatel v roce 1950 a prozatím nejvíce, celkem 13 782 obyvatel, mělo město při sčítání v roce 1980. Ve zkratce se dá říci, že od roku 1961 počet obyvatel města mírně stagnuje na přibližně 13 tisících.
| Rok            | 1869  | 1880  | 1890  | 1900  | 1910  | 1921  | 1930  | 1950            | 1961            | 1970            | 1980   | 1991   | 2001   | 2011   | 2021   |
| -------------- | ----- | ----- | ----- | ----- | ----- | ----- | ----- | --------------- | --------------- | --------------- | ------ | ------ | ------ | ------ | ------ |
| Počet obyvatel | 4 976 | 5 736 | 6 096 | 6 738 | 7 165 | 7 589 | 8 967 | 12 414 a 10 569 | 13 162 a 12 238 | 13 353 a 12 935 | 13 782 | 13 213 | 13 364 | 14 133 | 14 536 |
| Počet domů     | 566   | 646   | 683   | 772   | 986   | 1 143 | 1 665 | 2 320           | 2 283           | 2 362           | 2 484  | 2 732  | 2 874  | 3 093  | 3 093  |

### Struktura populace

Věková struktura obyvatel obce Poděbrady roku 2011
Rodinný stav obyvatel obce Poděbrady roku 2011
Vzdělání obyvatel obce Poděbrady roku 2011

## Územní vývoj

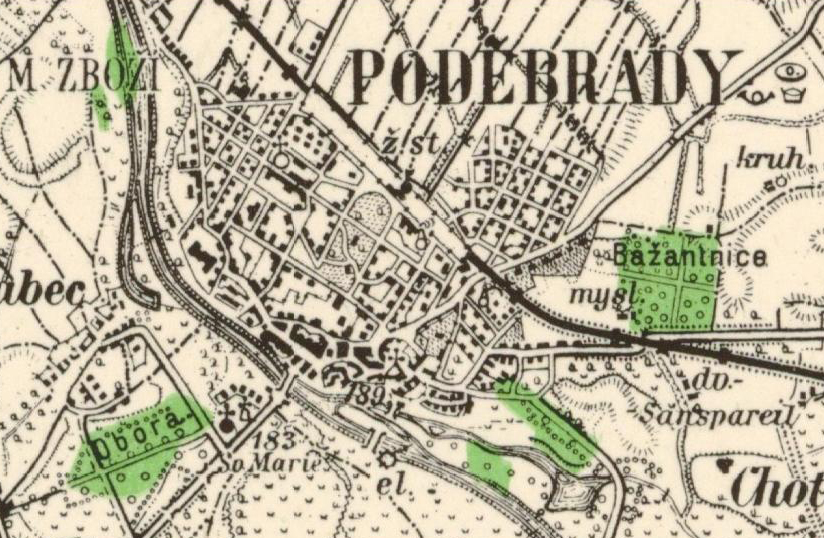
Poděbrady na vojenské mapě z let 1868–1880

Rozloha města je celkem 3369,7 hektaru. Poděbrady tvoří celkem pět katastrálních území. K. ú. Poděbrady (1353,39 hektaeu), k. ú. Polabec (256,34 hektaru), k. ú. Velké Zboží (493,31 hektaru), k. ú. Kluk (868,25 hektaru) a k. ú. Přední Lhota (398,35 hektaru).
První šlechtické sídlo přímo nazvané Poděbrady stálo v místě dnešního hradu, jehož původní vchod byl z východní strany směrem ke kostelu Povýšení svatého Kříže a do okolí kostela se přeneslo zdejší osídlení. Jiří z Poděbrad založil na východní straně při křižovatce cest zcela nové městečko, které se natrvalo stalo novým městským centrem. To potvrdilo i budování městského opevnění, které chránilo hrad a toto městečko. Kostel s okolím (Kostelní předměstí) a Nymburské předměstí ovšem zůstaly vně hradeb.
Opevnění zaniklo koncem 17. století a nový rozvoj města nastal v polovině 18. století. Východně od kostela Povýšení svatého Kříže vznikla nová čtvrť Bělidla a na jižní straně vysušeného Předměstského rybníka vznikla čtvrť Hráz. Rozrůstalo se také Nymburské předměstí. Po vzniku lázní se město rozrůstalo směrem k železniční trati a za ní vyrostla nová místní část Žižkov. Tyto čtvrti moderního zahradního města byly budovány podle regulačního plánu architekta Františka Jandy.

### Části města
| - Kluk - Poděbrady I - Poděbrady II – Nymburské Předměstí - Poděbrady III – Žižkovo Předměstí - Poděbrady IV – Malé Zboží | - Poděbrady V – Koutecká Čtvrť - Polabec - Přední Lhota - Velké Zboží |

## Samospráva
Poděbrady jsou obcí s rozšířenou působností. Správní obvod Poděbrad zahrnuje 35 obcí, které spravuje společně s Městcem Králové. Pod Poděbrady spadá 18 obcí. Jsou to: Choťánky, Kolaje, Kouty, Křečkov, Libice nad Cidlinou, Odřepsy, Okřínek, Opolany, Oseček, Pátek, Písková Lhota, Poděbrady, Sány, Senice, Sokoleč, Úmyslovice, Vlkov pod Oškobrhem, Vrbová Lhota.

### Vedení města
Vedení města k roku 2023 tvoří starosta a dva místostarostové. Zastupitelstvo města se skládá z 21 členů. Radu města tvoří 7 zastupitelů.
V posledních volbách do zastupitelstev obcí v říjnu 2022 zvítězili Nezávislí kandidáti Poděbrady se 7 mandáty, druhá byla Volba pro Poděbrady s 5 mandáty a třetí skončilo uskupení Pro občany Poděbrad se 3 mandáty. Trojice hlavních představitelů města zůstala stejná jako ve volebním období 2014–2018 – starostou byl znovu zvolen Jaroslav Červinka z vítězné strany, 1. místostarostou se stal Mgr. Roman Schulz z ODS a 2. místostarostou Ing. Miroslav Holas z uskupení Naše Poděbrady. Po rozpadu koalice došlo 17. května 2023 k odvolání starosty města, novým byl zvolen Mgr. Roman Schulz, kterého na postu 1. místostarosty nahradil lídr strany Volba pro Poděbrady PhDr. Ladislav Langr.

### Vlajka a znak

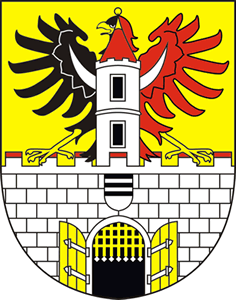
Znak města

Svůj znak město získalo v roce 1472 od synů krále Jiřího z Poděbrad. Jeho popis zní takto: Ve zlatém štítě stříbrná kvádrovaná hradební zeď, vrcholící cimbuřím o devíti červeně krytých stínkách. Uprostřed zdi otevřená brána s černým otvorem, zlatými vraty a vytaženou zlatou mříží, zakončenou stříbrnými hroty. Za zdí uprostřed vystupuje stříbrná okrouhlá věž se dvěma podlouhlými okny nad sebou, římsou uprostřed, na vrcholu pak s cimbuřím o čtyřech stínkách a špičatou červenou střechou s makovicí. Za věží, jakoby na hradbě stojící, černo-červeně polcená orlice se zlatou zbrojí, červeným jazykem a stříbrným půlměsícem přes prsa a křídla. Na zdi nad branou visí stříbrný štítek se třemi černými pruhy v horní polovici. Štítek je znakem pánů z Kunštátu, tj. Jiřího z Poděbrad, orlice pak jeho potomků, knížat z Münsterberka.
Městská vlajka byla schválena výnosem Ministerstva vnitra č. B-8117-25/11-47-II/3 ze dne 20. 8. 1948. Poměr stran je 2:3, barevné pruhy (bílý, červený a žlutý) jsou stejně široké.

### Územněsprávní začlenění
Dějiny územněsprávního začleňování zahrnují období od roku 1850 do současnosti. V chronologickém přehledu je uvedena územně administrativní příslušnost obce v roce, kdy ke změně došlo:
- 1850 země česká, kraj Jičín, politický i soudní okres Poděbrady[53]
- 1855 země česká, kraj Čáslav, soudní okres Poděbrady
- 1868 země česká, politický i soudní okres Poděbrady
- 1939 země česká, Oberlandrat Kolín, politický i soudní okres Poděbrady[54]
- 1942 země česká, Oberlandrat Hradec Králové, politický okres Nymburk, soudní okres Poděbrady[55]
- 1945 země česká, správní i soudní okres Poděbrady[56]
- 1949 Pražský kraj, okres Poděbrady[57]
- 1960 Středočeský kraj, okres Nymburk
- 2003 Středočeský kraj, okres Nymburk, obec s rozšířenou působností Poděbrady

## Náboženský život

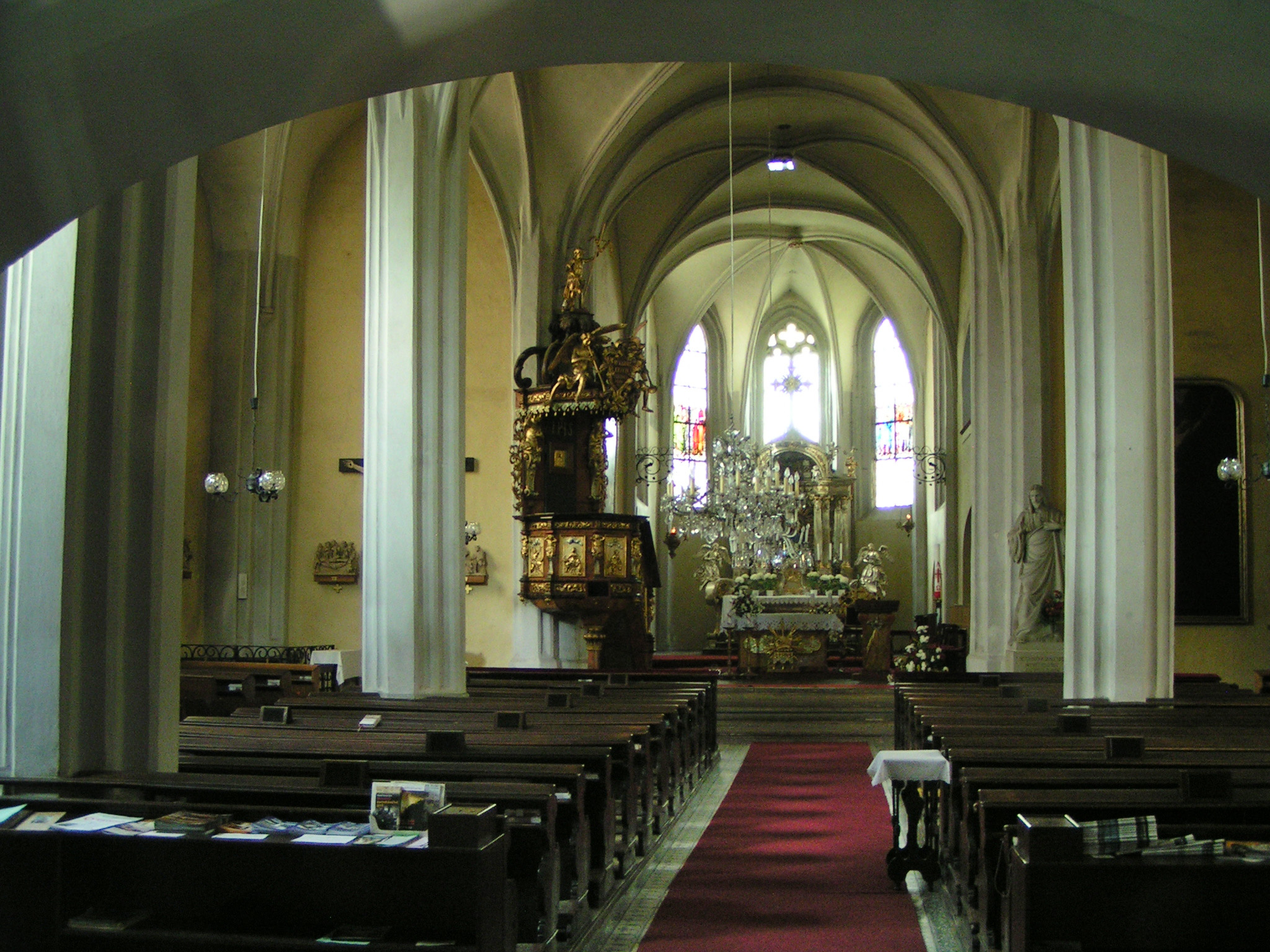
Interiér kostela Povýšení sv. Kříže

Při sčítaní lidu, domů a bytů 2001 uvedlo 3841 lidí (28,78 %), že jsou věřící a 8553 (64 %) bylo bez vyznání. Z toho 2586 (19,35 %) obyvatel se přihlásilo k církvi římskokatolické, 634 (4,74 %) k Českobratrské církvi evangelické, 257 (1,92 %) k Církvi československé husitské, 55 (0,41 %) k církvi pravoslavné a 18 (0,13 %) uvedlo svou příslušnost k náboženské společnosti Svědkové Jehovovi. V minulosti mělo město i svou malou židovskou komunitu, která však zanikla během holocaustu.

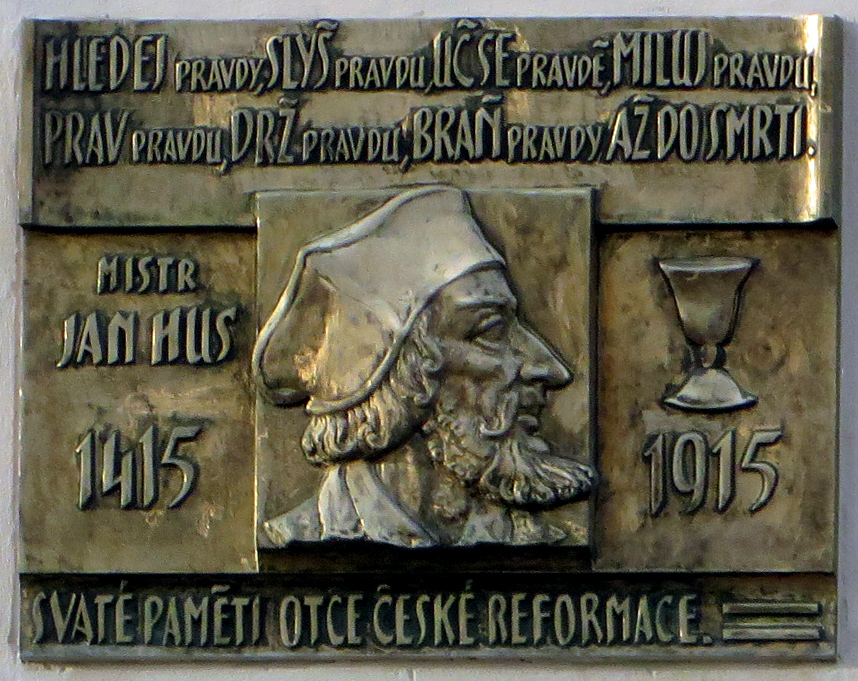
Zrestaurovaná pamětní deska na městské knihovně připomínající Jana Husa

Ve městě se nachází Římskokatolická farnost Poděbrady. Poděbradské děkanství bylo v roce 1886 povýšeno na proboštství (nad portály vstupních dveří kostela Povýšení svatého Kříže a fary jsou kamenné reliéfy se znakem proboštství, zhotovené sochařem Bohuslavem Schnirchem). Církev římskokatolickou zastupuje původně gotický kostel Povýšení svatého Kříže ze 14. století, v 16. století renesančně přestavěný a v 19. století opět regotizovaný, který doplňuje raně barokní kostel Nanebevzetí Panny Marie. V průčelí kostelíčka jsou plastiky od Bohuslava Schnircha. Třetím kostelem je funkcionalistický kostel Husova sboru Církve československé husitské z roku 1937. Českobratrská církev evangelická má kostel v Husově ulici č. 16. Ten byl postaven v roce 1962 namísto staršího kostela, který v Husově ulici stál od roku 1878 do roku 1962, kdy byl zbourán kvůli stavbě silnice. Církev bratrská v roce 2007 dokončila svou modlitebnu Bétel. Synagoga v Husově ulici, postavená v roce 1852, byla zbourána v roce 1958. Hřbitovní kaple v Poděbradech-Kluku slouží bohoslužbám pravoslavné církve.
Ve městě se nachází dva hřbitovy. Hřbitov na předměstí Kluk dnes zahrnuje i židovský hřbitov, jenž byl založen v roce 1898. Za protektorátu byly zdejší náhrobky odvezeny, obřadní síň postavená pro židovský hřbitov v roce 1900, je stále v provozu. Ve Velkém Zboží je evangelický hřbitov.

## Doprava

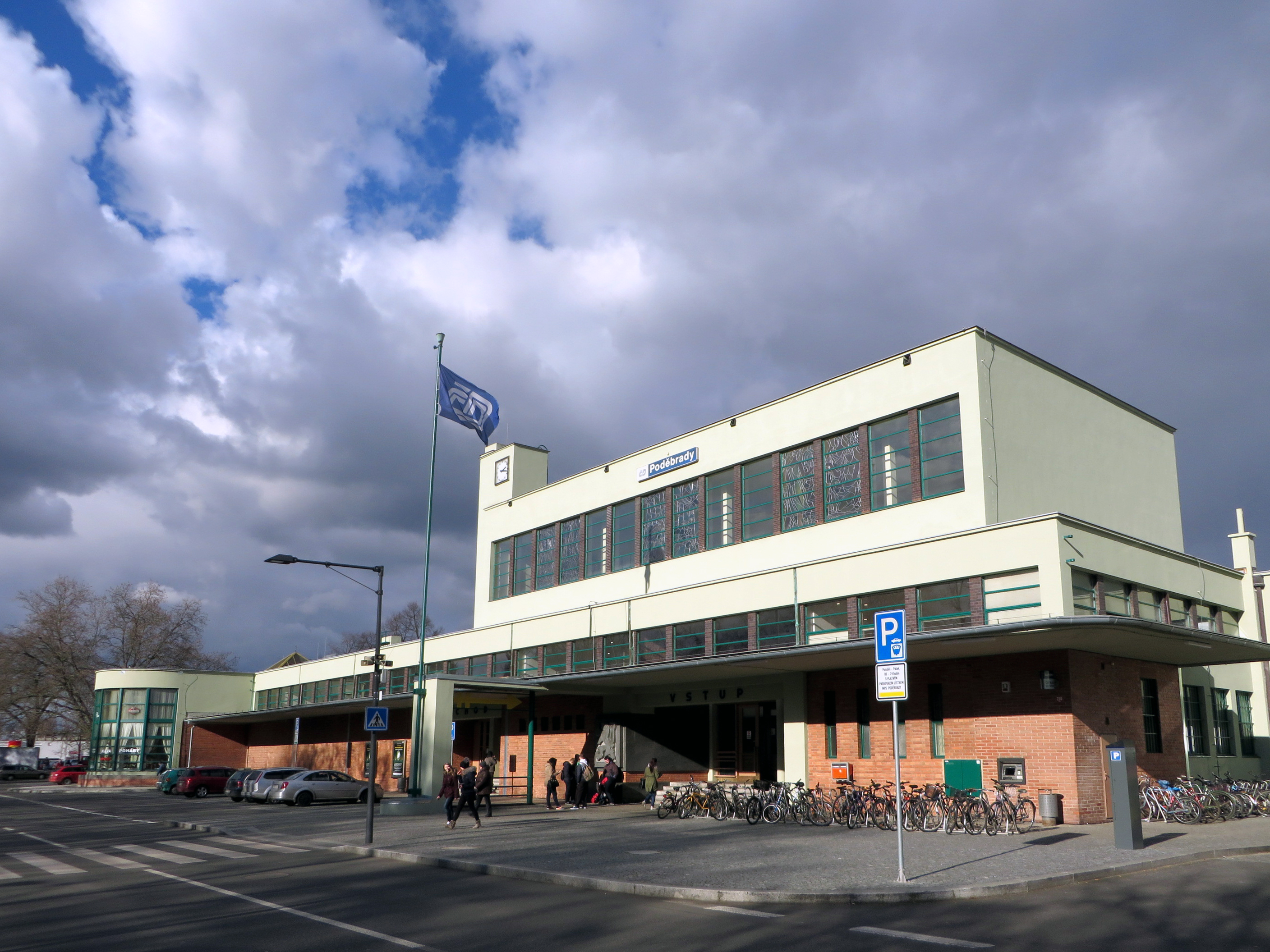
Železniční stanice Poděbrady byla postavena v roce 1926 ve funkcionalistickém slohu podle projektu architekta Vojtěcha Krcha

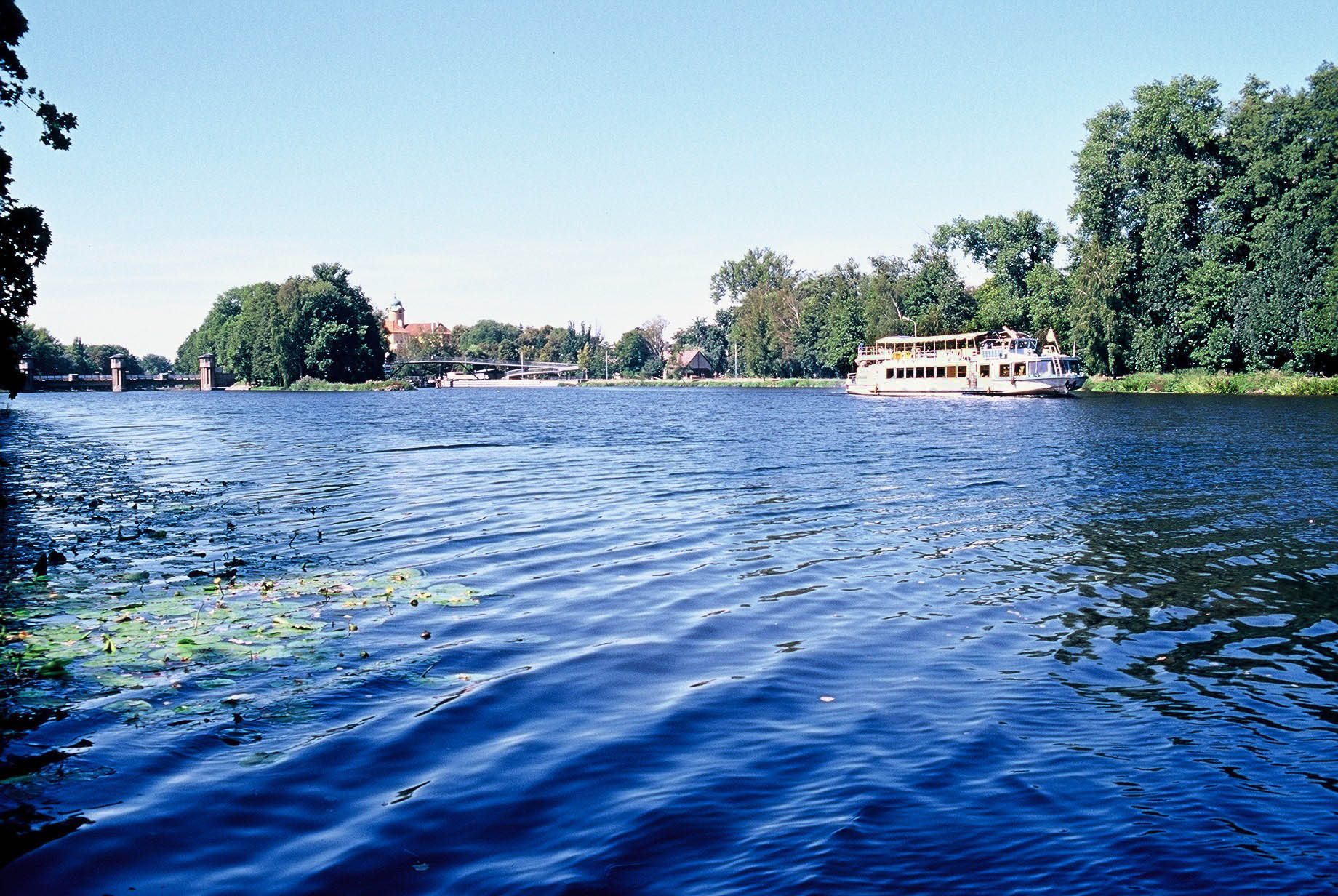
Výletní loď Král Jiří vyplouvá ze zdymadla v Poděbradech. V pozadí zámek, lávka přes zdymadlo a hydroelektrárna

### Pozemní komunikace
Už první osídlení v prostoru Poděbrad bylo ovlivněno existencí strategického přechodu před řeku Labe na trase Kladské cesty. Později byla Kladská cesta přeložena přes Nymburk. Počátkem 19. století se město stalo důležitým dopravním uzlem císařských cest. Po hrázi Předměstského rybníka byla od roku 1817 zbudována erární silnice z Prahy do Hradce Králové. Spojení na Hradec Králové je dnes možné po dálnici D11 s exity 35 (Poděbrady-západ), 39 (Poděbrady-jih) a 42 (Poděbrady-východ) nebo po silnici II/611 Praha – Sadská – Poděbrady – Chlumec nad Cidlinou – Hradec Králové. Na západním břehu řeky se tato silnice křížila se silnicí, vedoucí z Kolína do Nymburku, dokončená v roce 1836 (dnes silnice I/38). Na východ od města vedla další silnice směrem na Jičín, Kopidlno a Trutnov (dnešní silnice I/32). Městem dále procházejí silnice II/329 Pečky – Poděbrady – Netřebice – Křinec a silnice II/331 Poděbrady – Nymburk – Lysá nad Labem – Stará Boleslav.

### Mosty
Na konci roku 2008 nahradil železobetonový silniční most z roku 1953 v centru města most nový, ocelový. Ten navazuje na dlouhý kamenný inundační most postavený v letech 1828–1831. Na západním okraji města, poblíž plnírny Poděbradky, stojí most přes Labe, který je součástí obchvatu Nymburka. Ve Velkém Zboží se nachází plynovodní most. Chodcům a cyklistům slouží železobetonová lávka u vodní elektrárny. Její délka je 122 metrů, hlavní pole nad kanálem má rozpětí 31 metrů, postavena byla v roce 2002. Dále na východ funguje vodovodní most.
Dva mosty vedou také přes železnici. Jeden ve východní části města v ulici Palackého, druhý nadjezd ve čtvrti Koutecká byl otevřen v roce 2015. V rámci modernizace tratě je plánováno vybudování dalšího nadjezdu místo úrovňového přejezdu na Žižkově, a to po roce 2020.

### Železnice
Ve druhé polovině 19. století byla poblíž města postavena významná železniční trať z Kolína do Nymburka. Zprovozněna byla v roce 1870 jako součást Rakouské severozápadní dráhy. V roce 1905 byla trať rozšířena na dvoukolejnou, v současnosti je i elektrifikována. Dnes nese označení trať 231 a vede na trase Praha–Lysá nad Labem–Kolín. Ve městě je v provozu železniční stanice Poděbrady a místní zastávka Velké Zboží. Trať má velký význam pro příměstskou dopravu a současně je jako součást sítě tratí zařazených do evropského železničního systému hlavním železničním nákladním tahem.
V roce 2019 zastavovalo na poděbradském hlavním nádraží v pracovní dny 28 rychlíků a 27 osobních vlaků mířících směrem do Nymburka, v opačném směru zde v pracovní dny zastavovalo 29 rychlíků a 28 osobních vlaků. Rychlíky spojují město například s Prahou, Kolínem, Hradcem Králové, Ústím nad Labem, Rumburkem nebo Trutnovem.

### Vodní doprava
V roce 1903 začala realizace regulace Labe. V letech 1913–1918 bylo v rámci regulace postaveno zdymadlo a vodní elektrárna, jejímž autorem byl poděbradský rodák Antonín Engel. Až do devadesátých let 20. století sloužila řeka k dopravě uhlí pro chvaletickou elektrárnu. Vodní doprava byla zastavena a dnes se po řece plaví především výletní loď Král Jiří, výletní, sportovní lodě a nově postavené lodě, plující z loděnice ve Chvaleticích ke svým majitelům. Na jih od města je možné využít pro překonání řeky Přívoz Oseček.

### Autobusová doprava
Z města vedly autobusové spoje například do těchto cílů: Broumov, Dobruška, Hradec Králové, Jeseník, Jičín, Kladsko, Kolín, Košice, Liberec, Městec Králové, Michalovce, Mladá Boleslav, Náchod, Nové Město nad Metují, Nymburk, Olomouc, Pec pod Sněžkou, Pečky, Poprad, Praha, Prešov, Svitavy, Špindlerův Mlýn, Trutnov, Vrchlabí, Zlín, Žamberk, Žilina. V některých období jezdila v Poděbradech linka městské autobusové dopravy. Poslední pokus o její zavedení proběhl v letech 2002–2003.

### MHD
Ve městě není zavedena městská doprava, částečně ji od dubna 2016 nahrazuje služba Senior taxi, která funguje ve všední dny a je nabízena seniorům starším 65 let a držitelům průkazu ZTP nebo ZTP/P.

## Kultura

### Organizace

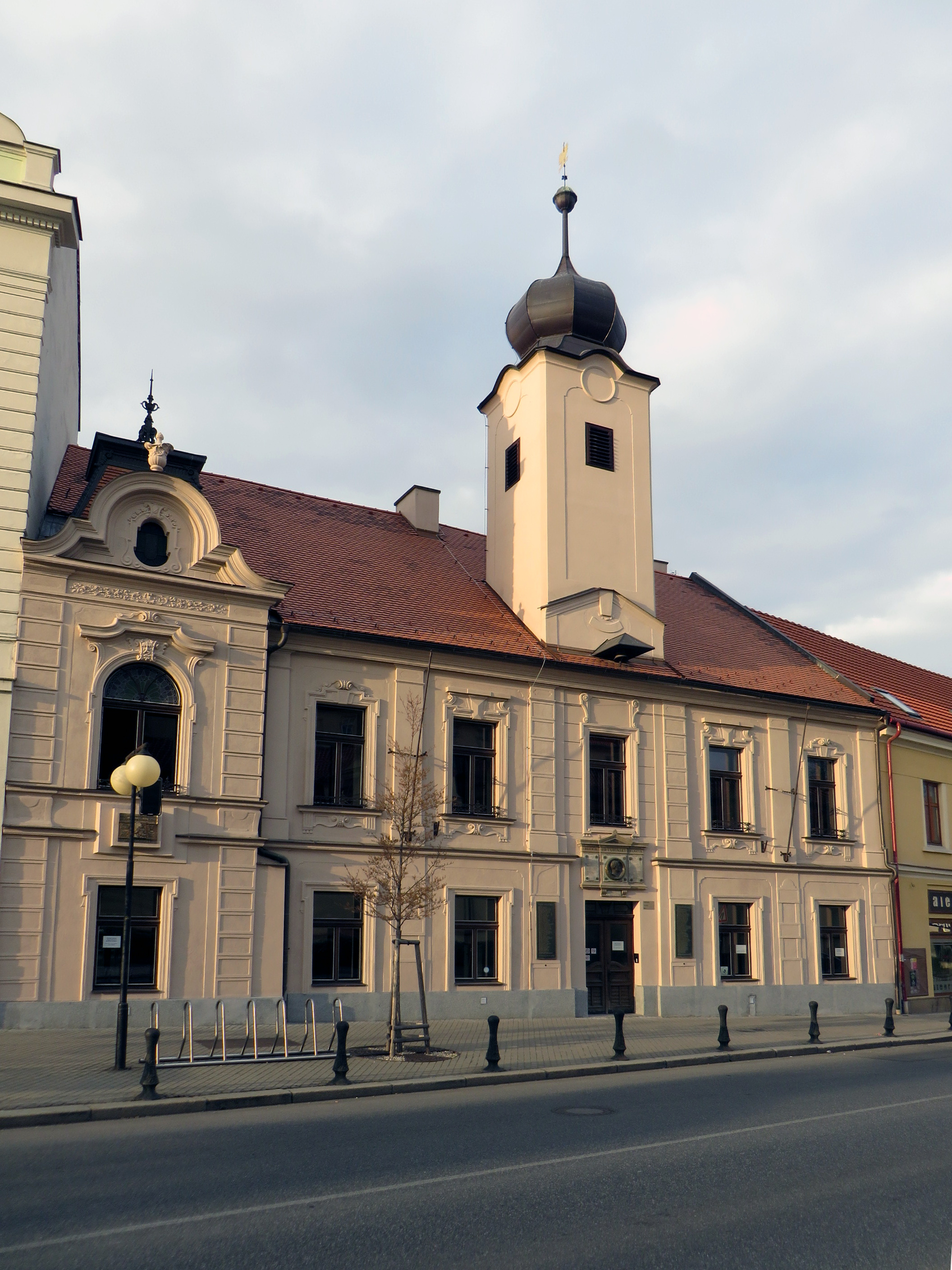
Budova staré radnice, dnešní Městská knihovna, po rekonstrukci v roce 2016

V areálu zámku se nachází Divadlo Na Kovárně a také Zámecký biograf, do kterého se vstupuje z prvního nádvoří. Divadlo má kapacitu celkem 233 sedadel. Dlouholetou tradici má Divadelní spolek Jiří, založený roku 1861, který naplno opět obnovil svou činnost po rekonstrukci divadla. Zámecký biograf nahradil původní Městské kino, které bylo v budově Sokola.
V budově bývalé školy v ulici Na Dláždění dnes sídlí Polabské muzeum, jehož součástí je v Poděbradech i budova středověkého špitálu Kunhuta s vysokým barokním průčelím, který založila Kunhuta ze Šternberka a památník krále Jiřího z Poděbrad, který je v bývalé hradní kapli a rodné síni krále Jiřího, na druhém nádvoří zámku. Součástí památníku je expozice Bohuslav Schnirch a jeho pomník krále Jiřího a dále dřevěné monoxyly z 10. století. Mimo město je součástí muzea Muzeum Bedřicha Hrozného Lysá nad Labem, Galerie Melantrich Rožďalovice, Městské muzeum Sadská a Muzeum Královéměstecka Městec Králové.
Městská knihovna Poděbrady sídlí od roku 1930 dodnes v budově renesanční Staré radnice na Jiřího náměstí. V prostoru lázeňského parku se nachází Galerie Ludvíka Kuby.

### Kulturní akce
V Poděbradech se pravidelně konají mnohé festivaly a soutěžní přehlídky. Mezi nejvýznamnější patří každoroční Historické slavnosti krále Jiřího, Poděbradské dny poezie, mezinárodní soutěžní přehlídka dechové hudby Evropa hraje Kmocha, divadelní festival mladého amatérského divadla FEMAD, každoroční finále Národního šampionátu mažoretek a další. Na Jezeře se pravidelně koná hudební festival Barvy léta, říjen je ve znamení festivalu rozhlasové tvorby Prix Bohemia Radio. Od roku 2016 se ve městě pořádá Mezinárodní festival filmové hudby a multimédií Soundtrack Poděbrady.

## Školství

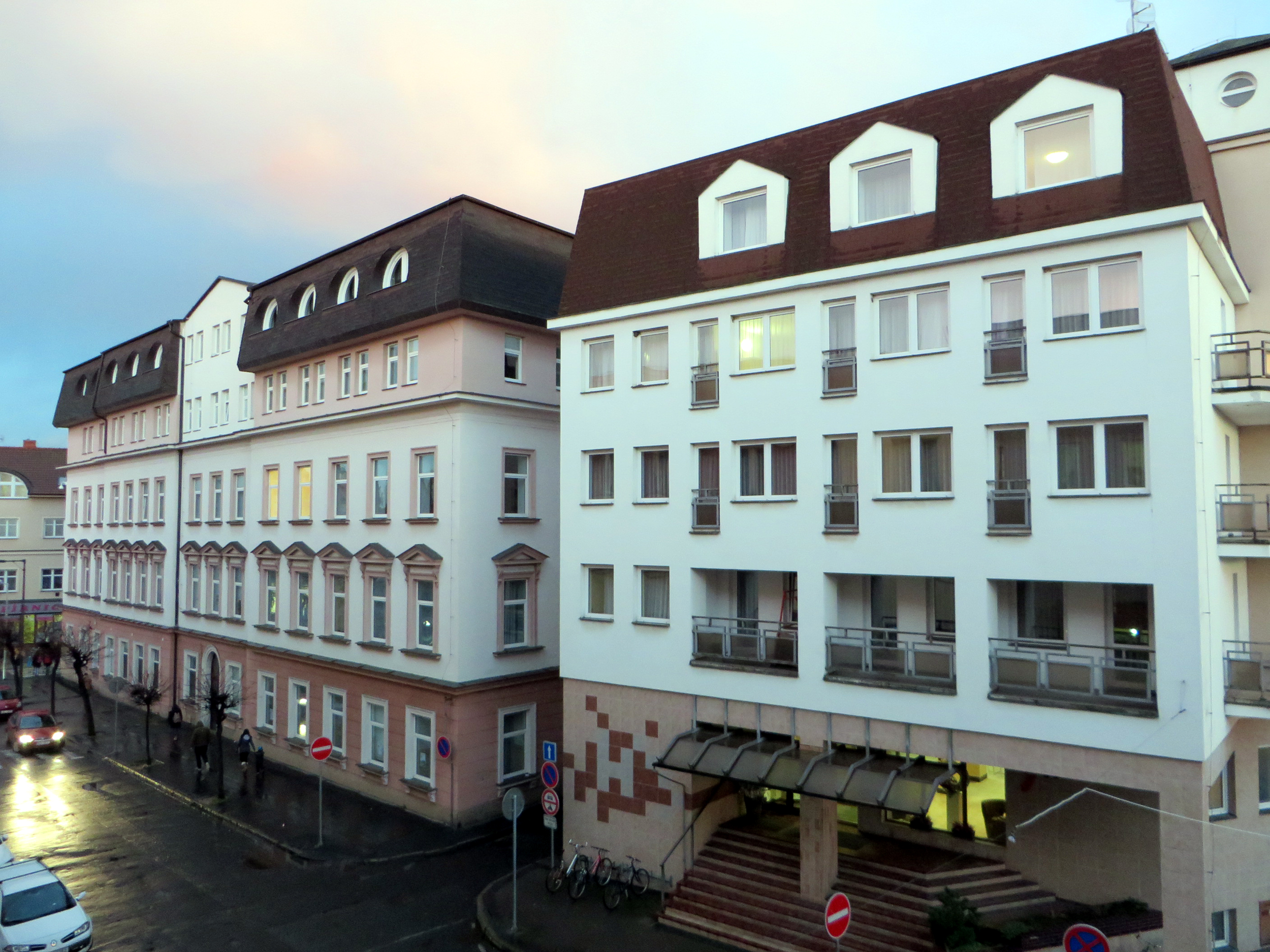
Hotelová škola a její Hotel Junior

Univerzita Karlova v Praze zde provozuje Středisko jazykové a odborné přípravy UK ÚJOP. Ve městě se nachází šest středních škol, z toho dvě gymnázia (Gymnázium Jiřího z Poděbrad a Ekogymnázium), jedna hotelová škola (Hotelová škola a Vyšší odborná škola hotelnictví a turismu), jedna zemědělská škola (SZeŠ a SOŠ Poděbrady) a dvě střední odborná učiliště (Střední odborné učiliště společného stravování a Střední odborné učiliště Skláren Bohemia). Základní školy jsou dvě (ZŠ T. G. Masaryka s kapacitou 930 žáků a ZŠ Václava Havla s kapacitou 1100 žáků), speciální škola je jedna a 1 mateřská škola s celkem 8 odloučenými pracovišti.
Vzdělanost obyvatel města je nadprůměrná. Při sčítání lidu a domů z 1. března 2001 udalo 34,6 % obyvatel vyučení a střední odborné vzdělání bez maturity, 29,4 % úplné střední vzdělání s maturitou, 5,6 % vyšší odborné a nástavbové vzdělání a 12,2 % vysokoškolské vzdělání (celorepublikový průměr v těchto kategoriích tehdy byl 38 %, 24,9 %, 3,4 % a 8,9 %).

## Průmysl a firmy

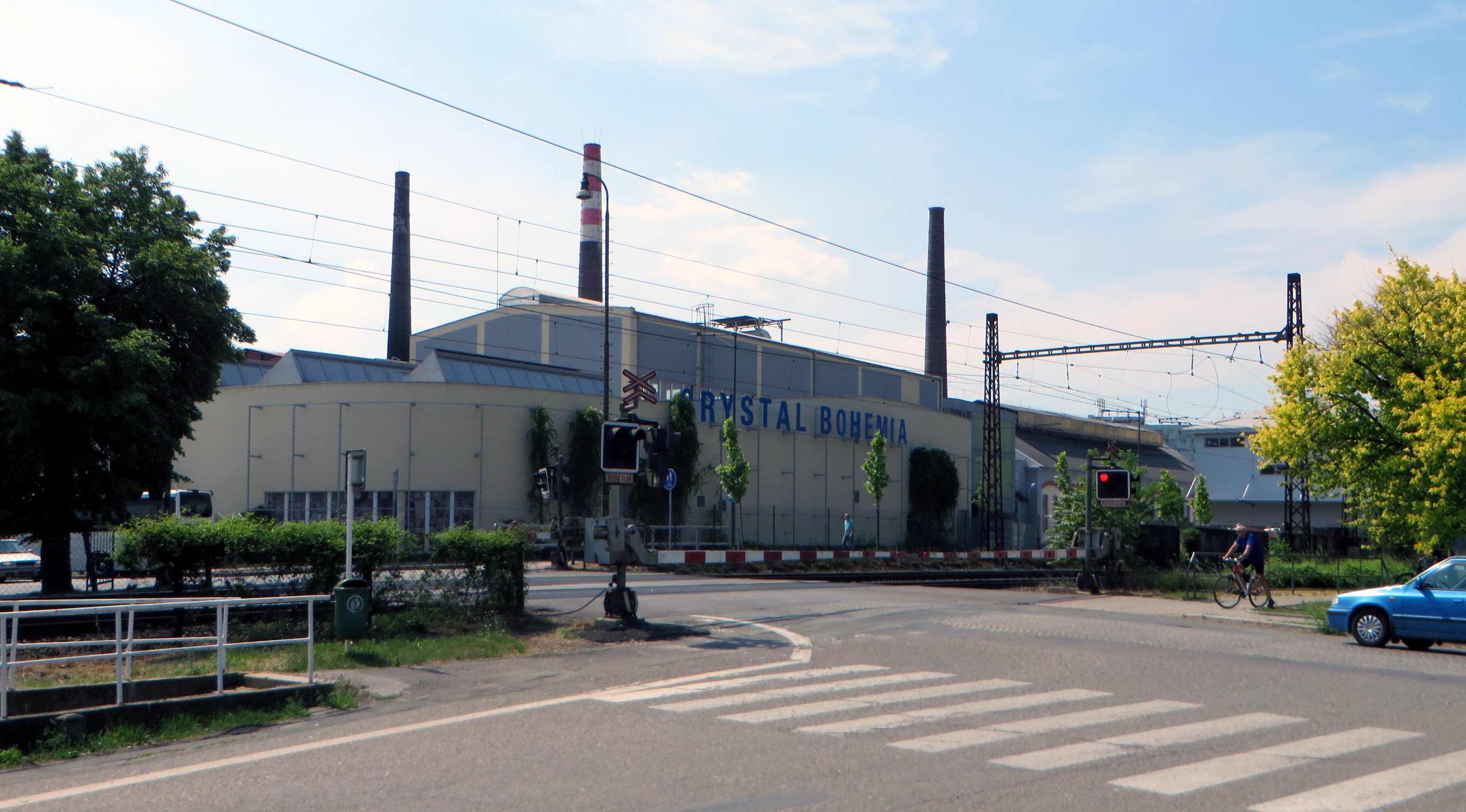
Sklárny Bohemia

Ve středověku město prosperovalo především díky obilnářství a rybníkářství. Poděbradská rybniční soustava, jež začala vznikat za pánů z Kunštátu, zahrnovala až 48 rybníků, z nichž rybník Blato o rozloze 973 hektarů byl ve 14. století největším rybníkem u nás. Poděbrady tehdy patřily spolu s Třeboňskem a Pardubickem, mezi největší rybníkářské oblasti v Čechách.
V minulosti zde fungoval také pivovar, mlýn, cukrovar či pila. V současnosti zde dominuje především sklářství, lázeňství a turismus. Poblíž města je plnírna minerální vody Poděbradka.
Zámecký vodní mlýn a pivovar byly postaveny v roce 1574 a zanikly v šedesátých letech 19. století. V roce 1863 přibyl parní mlýn a v následujícím roce byl otevřen cukrovar, jenž byl zrušen v roce 1926. Roubíčkův pivovar byl postaven v roce 1872. Kerhartova pila a cementárna byla otevřena v roce 1873.
Jediným velkým průmyslovým podnikem ve městě jsou v současnosti Sklárny Bohemia (dnes součást společnosti Crystal Bohemia, a.s.), které doplňuje sklářská firma J. Blažek Sklo Poděbrady. Sklárna byla otevřena v roce 1876, po zhruba 10 letech byla uzavřena a provoz v ní byl, s pomocí německých sklářů, definitivně obnoven v roce 1893. Sklárna je známa především díky své produkci olovnatého křišťálu, který produkuje od roku 1927. Výrazně byla rozšířena v padesátých letech 20. století.

## Sport

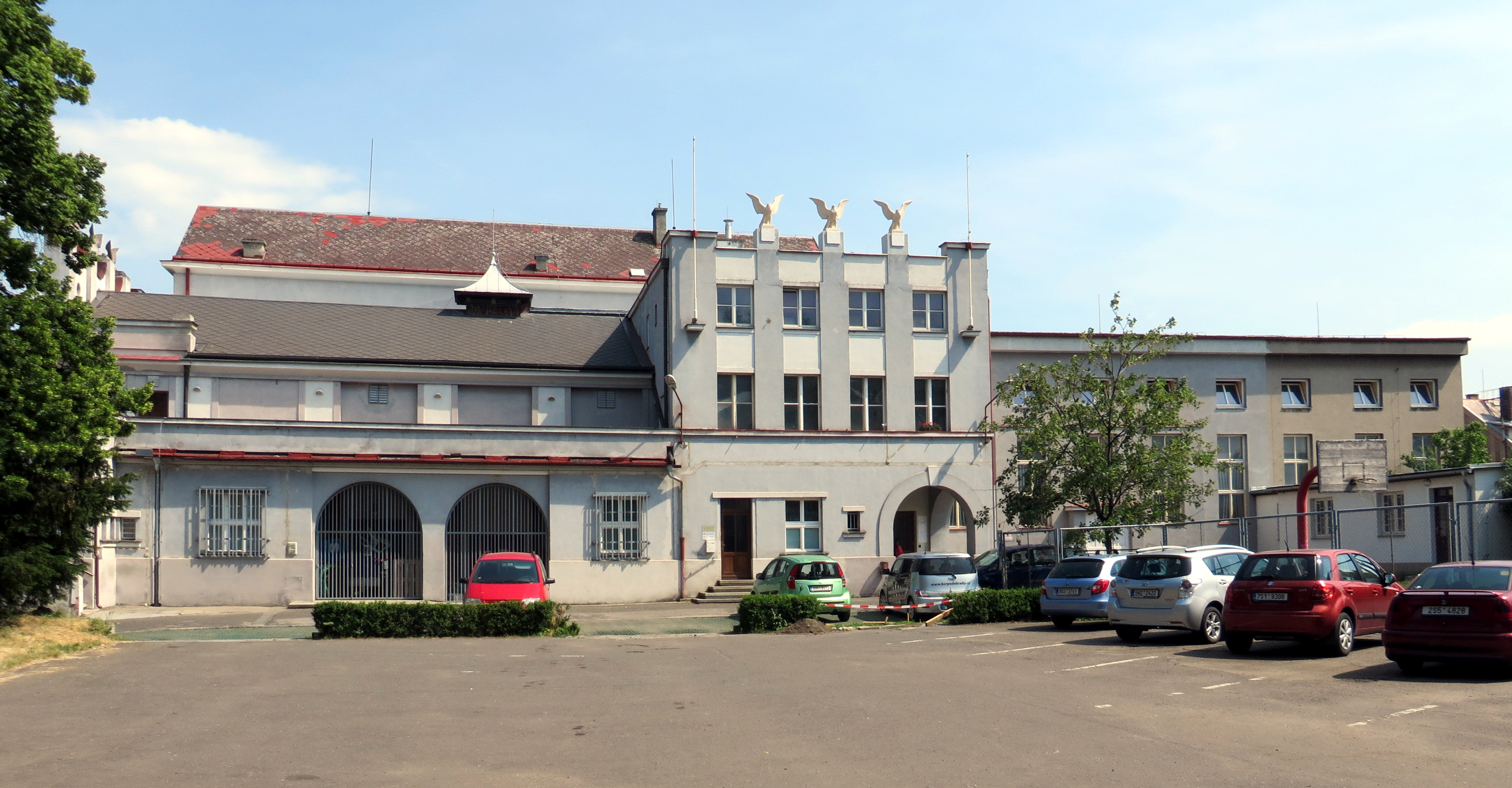
Sokolovna

Vzhledem ke své poloze v nížinném terénu jsou Poděbrady vhodné pro cykloturistiku a protínají je cyklotrasy č. 0024 (úsek Libice nad Cidlinou-Byšičky, délka 40 km) a č. 0019 (úsek Poděbrady-Nymburk, délka 8 km). Obě stezky jsou ve městě propojeny lávkou. V budoucnu je plánován vznik cyklostezek přímo uvnitř města. Cyklostezky podél řeky Labe, jsou vhodné i pro inline bruslení a jak ve směru do Nymburka, tak směrem k soutoku Labe a Cidliny (zde pokračuje až do Libice nad Cidlinou). Na Skupici byla vybudována naučná stezka, vedoucí lužním lesem až k soutoku Labe a Cidliny.
V prostoru lužního lesa se nachází golfové hřiště, které zahájilo provoz v roce 1966. Až do devadesátých let bylo hřiště devítijamkové a až poté bylo rozšířeno na 18 jamek. Pro koupání slouží přírodní koupaliště na jezeře. Ve městě se nachází dvě fotbalová hřiště, zimní stadion, jízdárna s jezdeckým klubem, skatepark, squash a tenisové kurty. V řece a jezerech je možné rybařit.
V letech 2009–2011 se v Poděbradech hrála nejvyšší soutěž v basketbale mužů – Mattoni NBL. Začátkem sedmdesátých let se zde hrála nejvyšší soutěž v basketbalu žen, I. liga v podání Slavie VS Poděbrady, družstvo bylo složené výhradně z poděbradských hráček a později I. celostátní liga ve stolním tenisu, oddíl Sklo Bohemia Poděbrady. V Poděbradech jsou dvě fotbalová hřiště, jedno u radiostanice, kde hrála svá utkání Sparta, později Jiskra. Druhé je v Oboře, kde hrál tým SK Lázně, později Slovan. V roce 1973 došlo ke sloučení pod název Sklo Bohemia Poděbrady. Po roce 1989 byla činnost Slovanu obnovena.
V letech 2010-2020 vzniklo v Poděbradech několik nových sportovních spolků jako Běhej Poděbrady (běh a orientační běh), Boxing Poděbrady (box), Florbal Poděbrady (florbal), Házená Poděbrady (házená), MMA-PDY (bojové sporty) a Rugby club Poděbrady (ragby).

## Pamětihodnosti, prostory a stavby

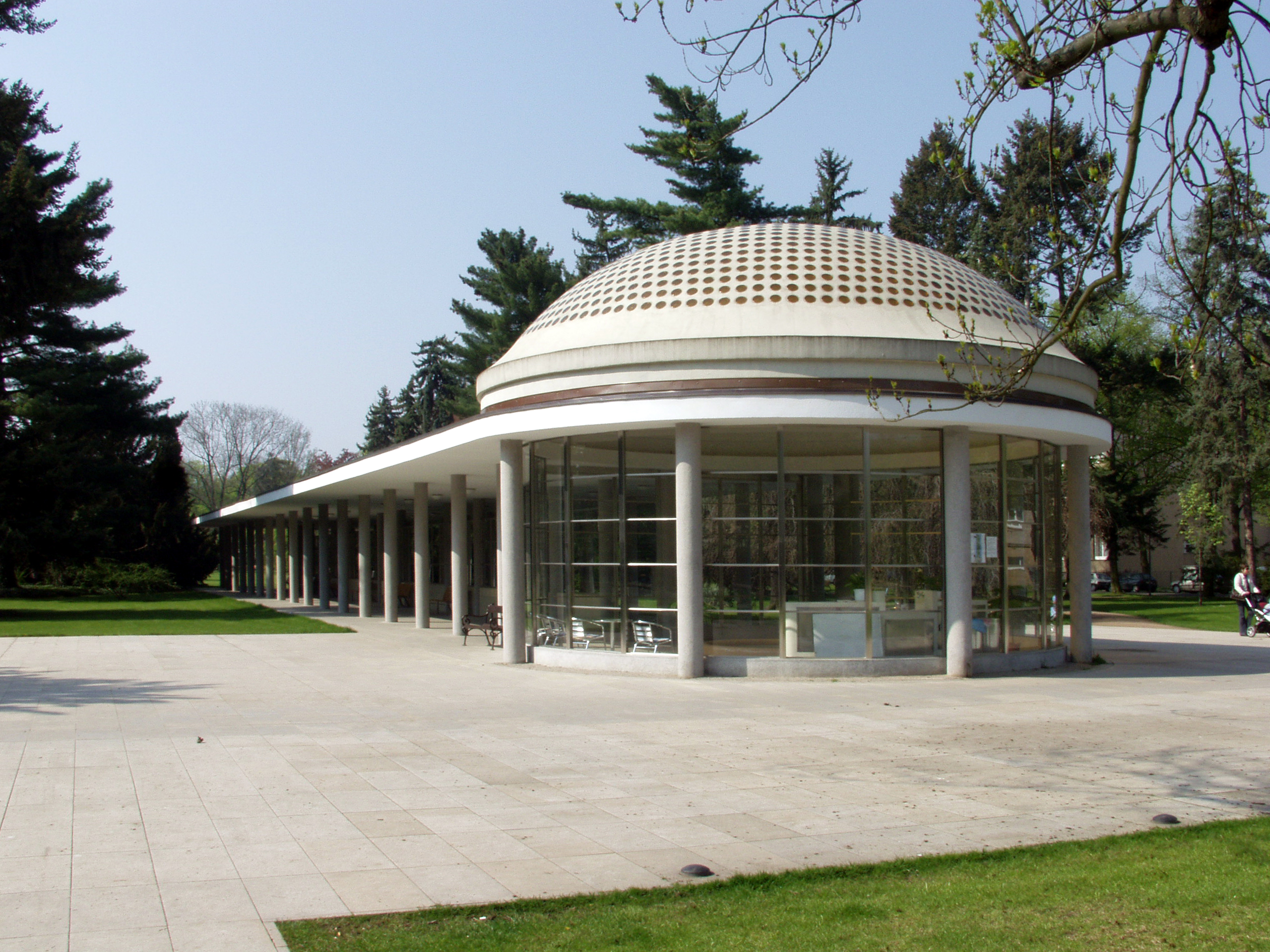
Libenského kolonáda

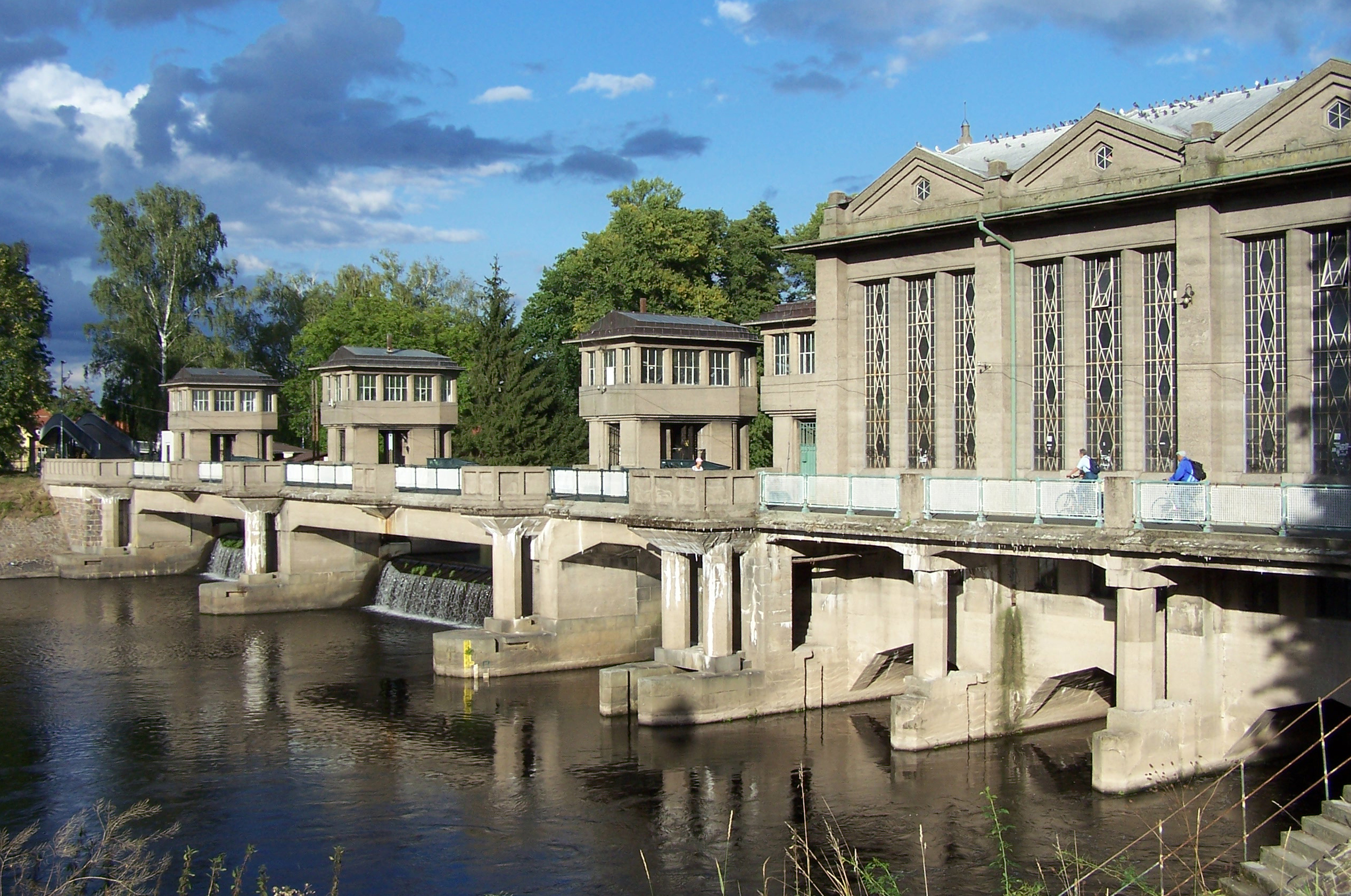
Hydroelektrárna byla roku 2017 prohlášena národní kulturní památkou

Dominanty Jiřího náměstí tvoří poděbradský zámek a pomník Jiřího z Poděbrad od sochaře Bohuslava Schnircha, patřící k vrcholům české monumentální plastiky 19. století, před jeho branou. Na náměstí stojí také Mariánský sloup z roku 1765, postavený na památku morové epidemie z roku 1714. Budova občanské záložny byla dokončena v roce 1899. Renesanční stará radnice je dnes sídlem městské knihovny, zatímco současná radnice byla vystavěna v roce 1906 v novorenesančním slohu.
Na Jiřího náměstí navazuje rozsáhlý a v posledních letech rekonstruovaný lázeňský park, který sahá až k nádražní budově z roku 1932. Poděbradské nádraží je jedním z architektonických skvostů a vůbec první funkcionalistickým nádražím v Čechách. V samotném centru parku je Libenského kolonáda postavená v roce 1936 podle projektu arch. Vojtěcha Kerharta. V parku se nachází známé květinové hodiny, poblíž kterých stojí trpaslík odbíjející čas. Po obvodu lázeňského parku stojí celá řada významných budov, například vila Kouřimka a Obereignerova vila navržené architektem Josefem Fantou, hotel Tlapák, lázeňský dům Libenský či budova Centrálních a letních lázní s poliklinikou.
Většina budov na Riegrově náměstí pochází z první třetiny 20. století. Například budova městské spořitelny od Františka Kerharta.
Funkcionalismus reprezentují též budova zemědělské školy a budova pošty architekta Vojtěcha Kerharta, Újezdní Masarykovy škola a vodárna od Františka Jandy, budova sokolovny od Františka Krásného či kostel Církve československé husitské od Josefa Semeráda. V blízkosti lázeňského středu též byla vybudována řada moderních vil a lázeňských penzionů. Nejstarším byl penzion Chodská vybudovaný lékařem Jakubem Vondrovicem.
Nedaleko zámku stojí kostel Povýšení svatého Kříže. Na Labi se nachází hydroelektrárna se zdymadlem, navržená poděbradským rodákem Antonínem Engelem. Od roku 2017 je tato stavba národní kulturní památkou. Součástí golfového areálu je dnes budova bývalé Radiotelegrafické stanice s dvojicí stopadesátimetrových stožárů, která je dnes technickou památkou.

## Rodáci a osobnosti spjaté s Poděbrady
Vybrané osobnosti spjaté s městem:

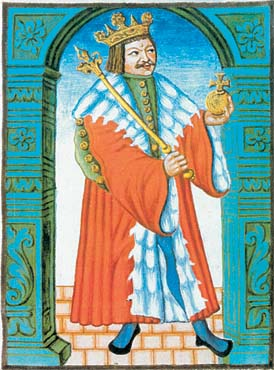
Asi nejznámější osobností spojovanou s městem je český král Jiří z Poděbrad

- Jiří z Poděbrad (1420–1471), český král
- Viktorín z Poděbrad (1443–1500), minsterberský a opavský kníže, syn krále Jiřího z Poděbrad
- Jindřich I. starší z Minsterberka (1448–1498), kníže minsterberský a olešnický, hrabě kladský
- Kateřina z Poděbrad (1449–1464), uherská královna, dcera Jiřího z Poděbrad
- Hynek z Poděbrad (1452–1492), renesanční básník, syn Jiřího z Poděbrad
- Bartoloměj z Minsterberka (1477–1515), významný diplomat, vnuk Jiřího z Poděbrad
- Matěj Rössler (1754–1829), poděbradský děkan a zakladatel českého ovocnářství
- František Turinský (1797–1852), obrozenecký básník, spisovatel, úředník a soudce
- Ludvík Kuba (1863–1956), folklorista, spisovatel, malíř
- Gustav Friedrich (1871–1943), archivář, editor, historik
- Antonín Engel (1879–1958), architekt, urbanista a teoretik architektury
- Leopolda Dostálová (1879–1972), slavná česká herečka, členka Národního divadla v Praze
- Jan Trampota (1889–1942), malíř
- Franz Janowitz (1892–1917), německy píšící básník
- Albert Pek (1893–1972), folklorista, dirigent a hudební skladatel
- Alén Diviš (1900–1956), malíř
- Václav Korda (1907–1996), generál, pilot 311. československé bombardovací perutě RAF
- prof. Jaroslav Hájek (1926–1974), matematik, matematický statistik světového významu
- Ctirad Mašín (1930–2011), příslušník československého protikomunistického odboje
- Milan Paumer (1931–2010), příslušník československého protikomunistického odboje
- Josef Mašín (* 1932), příslušník československého protikomunistického odboje
- Miloš Forman (1932–2018), režisér
- Jaroslava Staňková (1937–2010), architektka
- Marta Kubišová (* 1942), zpěvačka
- Alice Nellis (* 1971), režisérka a scenáristka

## Zajímavosti v okolí města

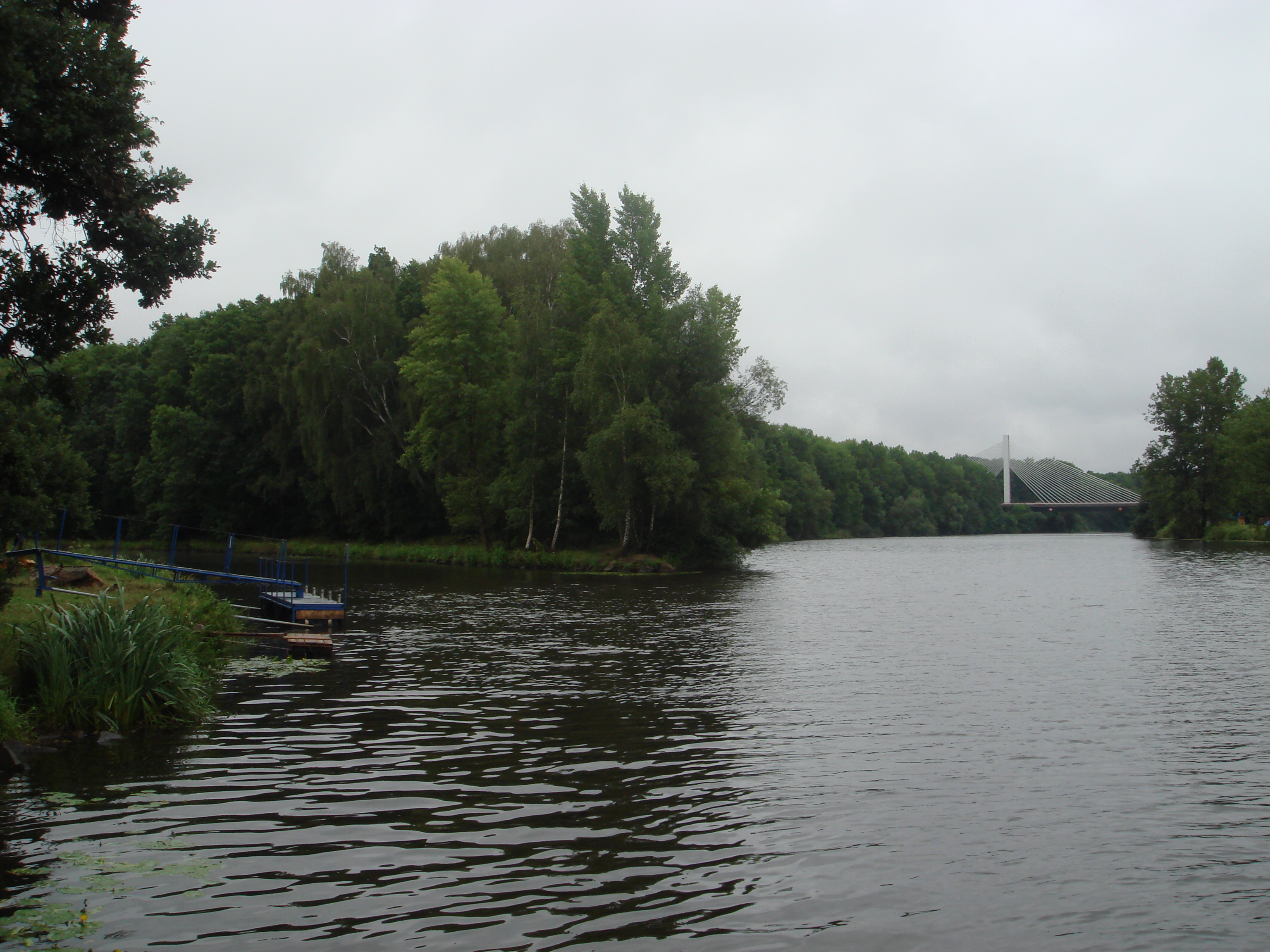
Pohled na soutok Labe a Cidliny s dálničním mostem

Nedaleko Poděbrad se nachází obec Libice nad Cidlinou, kde je možné vidět pozůstatky slavníkovského hradiště. U soutoku Labe a Cidliny je možné si prohlédnout zavěšený dálniční most přes Labe, postavený v letech 1985–1989 podle projektu architektů Jiřího Kopřivy a Jindřicha Kaňka.
Ve městě se také nachází potok Jamborovka, která pramení v Bažantnici a protéká zahrádkářskou kolonií. V Jamborovce žijí některé pozoruhodné živočišné druhy, jmenovitě listonoh a jiní korýši, plovatka bahenní a obojživelníci. Po hladině se prohánějí slípky zelenonohé či kachny. Na březích roste rákos. Před vtokem do zahrádkářské kolonie vytváří malé jezírko s bahnitým, podmáčeným okolím. Je to významná lokalita výskytu obojživelníků.[zdroj?]

## Partnerská města
Partnerskými městy Poděbrad jsou:
- Luhačovice, Česko
- Piešťany, Slovensko (2002)
- Mariánské Lázně, Česko (2008)
- Tharandt, Německo (2013)
- Netanja, Izrael (2014)
- Vertou, Francie (2015)
- Celldömölk, Maďarsko (2022)
- Wołomin, Polsko (2023)